# Belo Monte (Sao Tomé-et-Principe)
Ne doit pas être confondu avec Monte Belo (Sao Tomé-et-Principe).
Belo Monte est une localité de Sao Tomé-et-Principe située au nord-est de l'île de Principe. C'est une ancienne roça.

## Population
Lors du recensement de 2012, 75 habitants y ont été dénombrés.

## Roça
Ancienne dépendance de Bela Vista, cette roça-terreiro – organisée autour d'un espace central – est entièrement construite en blocs de latérite.
Photographies et croquis réalisés en 2011 mettent en évidence la disposition des bâtiments, leurs dimensions et leur état à cette date.
Dans l'intervalle, d'importants travaux de réhabilitation ont transformé ces vestiges coloniaux de la fin du XIXe siècle en un hôtel de classe internationale. Un musée d'histoire naturelle de Principe est en projet.